# Elihu B. Washburne
Elihu Benjamin Washburne (Livermore, 23 de septiembre de 1816-Chicago, 23 de octubre de 1887) fue un político y diplomático estadounidense. Fue miembro de la Cámara de Representantes por Illinois antes y durante la guerra civil estadounidense. Fue un aliado político del presidente Abraham Lincoln y del general (luego presidente) Ulysses S. Grant. Durante la administración de Grant, fue el vigésimo quinto Secretario de Estado de los Estados Unidos, ocupando el cargo brevemente en marzo de 1869. Posteriormente fue ministro plenipotenciario en Francia desde 1869 hasta 1877.

## Biografía

### Primeros años
Nació en septiembre de 1816 en Maine. Fue el tercero de once hijos. Su abuelo sirvió como oficial en el Ejército Continental durante la Revolución de las Trece Colonias. Además era descendiente de un colono puritano que emigró a Estados Unidos en 1631. Siguiendo la herencia puritana, con sus hermanos fueron instruidos en la Biblia y trabajaron diariamente en los campos y en otras tareas, sin tiempo para el ocio. A los 14 años se fue de su casa para educarse. Después de asistir a escuelas públicas, trabajó como impresor en el Christian Intelligencer en Gardiner (Maine), desde 1833 hasta 1834.
De 1834 a 1835 dio clases en una escuela y de 1835 a 1836 trabajó para el Kennebec Journal en Augusta (Maine). Asistió a Maine Wesleyan Seminary, estudió leyes con el juez John Otis y completó sus estudios legales con un año en la Escuela de Derecho Harvard desde 1839 hasta 1840. En 1840 ingresó al colegio de abogados, y se trasladó al oeste a Galena (Illinois).
El 31 de julio de 1845, se casó con Adele Gratiot. El matrimonio tuvo siete hijos, incluidos sus hijos Gratiot, Hempstead, William P. y Elihu B. Jr., y sus hijas Susan y Marie L. Hempstead posteriormente fue alcalde de Chicago, ocupando el cargo entre 1891 y 1893.

### Carrera política
Participó en política como miembro del partido Whig, y fue delegado a las convenciones nacionales Whig de 1844 y 1852. En 1848 fue un candidato fracasado al Congreso.
En 1852, fue elegido para la Cámara de Representantes de los Estados Unidos. Fue reelegido ocho veces y representó el noroeste de Illinois desde 1853 hasta 1869. Mientras estuvo en el Congreso, fue presidente de la comisión de comercio (en el 34.º Congreso y desde el 36.º al 40.º Congresos), y la comisión de apropiaciones (en el 40.º Congreso).

#### Guerra civil
Durante la presidencia de Abraham Lincoln, apoyó a la Unión. Como amigo de confianza, asesoró a Lincoln de manera informal y lo mantuvo al tanto de las noticias políticas de Illinois. Cuando Lincoln se dirigió a Washington D. C. a principios de 1861 para comenzar su mandato presidencial, sus partidarios temieron un intento de asesinato. Washburne consultó a Winfield Scott, el comandante del Ejército, quien aumentó la seguridad en Washington y sus alrededores. Lincoln llegó a Washington de incógnito el 23 de febrero de 1861, y Washburne estuvo presente para recibirlo.
Washburne fue uno de los pocos hombres en Washington D. C. que había conocido previamente a Ulysses S. Grant, residente de Galena. A pesar de sus diferencias políticas —Grant era un demócrata y Washburne, fundador del Partido Republicano—, Washburne se convirtió en partidario de Grant, y ayudó a asegurar sus promociones a las filas de oficiales generales del ejército. Con el patrocinio de Washburne, Grant fue comisionado como coronel de voluntarios el 14 de junio de 1861, y designado para comandar el 21.º Regimiento de Infantería de Voluntarios de Illinois. Washburne continuó como defensor y defensor de Grant en Washington. En septiembre de 1861, patrocinó la promoción de Grant a general de brigada y al comando de una brigada, y apoyó su posterior promoción a general mayor y asignaciones a distrito, ejército de campo y comando de división militar. Posteriormente apoyó la campaña presidencial de Grant en 1868.
Durante los primeros meses de la guerra civil bajo la presidencia de Lincoln, inició una investigación sobre los casos de corrupción en el Departamento de Guerra Occidental, al mando del general John C. Frémont. La investigación de Washburne reveló que Frémont había otorgado a sus asociados de California lucrativos contratos con el ejército. También Frémont había favorecido a los vendedores que recibieron contratos exorbitantes para vagones de ferrocarril, caballos, mulas, carpas y equipos de calidad inferior. En octubre de 1861, Lincoln relevó a Frémont del mando por cargos de corrupción y por insubordinación.

#### Secretario de Estado y embajador en Francia
Cuando Grant se convirtió en presidente en 1869, nombró a Washburne para suceder a William H. Seward como Secretario de Estado, ocupando el cargo brevemente para luego ser ministro plenipotenciario en Francia.
En París, desempeñó un importante papel diplomático y humanitario durante la guerra franco-prusiana. Estados Unidos aceptó ser el poder protector de la Confederación de Alemania del Norte y varios de los estados alemanes. Washburne organizó el transporte por ferrocarril para evacuar a 30.000 civiles alemanes que habían estado viviendo en Francia, y fue responsable de alimentar a 3.000 alemanes durante el sitio de París. Aunque el Departamento de Estado le dio permiso para evacuar la Legación de los Estados Unidos a su discreción, Washburne optó por permanecer en París durante toda la guerra.
Washburne fue el único diplomático de una potencia importante que permaneció en la capital francesa durante el sitio de París. Como poder protector, transmitió mensajes entre los gobiernos francés y alemán. Los alemanes le permitieron recibir comunicaciones diplomáticas selladas de fuera de la ciudad, un privilegio que le fue negado a los neutrales más pequeños. A Washburne también se le encomendó la protección de siete consulados latinoamericanos que carecían de representación diplomática en Francia. Tras la guerra, recibió honores especiales del emperador alemán Guillermo I de Alemania y del canciller alemán Otto von Bismarck, como así también de los líderes franceses Léon Gambetta y Adolphe Thiers.

#### Candidato presidencial
Dejó Francia al final del mandato de Grant en 1877 y regresó a Galena. Cuando Grant decidió postularse para un tercer mandato en 1880, accedió a apoyarlo y rechazó los intentos de sus propios partidarios de convertirlo en un candidato. A pesar de las desautorizaciones de Washburne, fue candidato a la convención nacional republicana de 1880 en Chicago. Con 379 votos requeridos para ganar la nominación, recibió constantemente el apoyo de 30 a 40 delegados; Grant había sido el primer candidato y recibió constantemente entre 300 y 315 votos. Después de más de 30 votaciones en las que ni Grant ni los otros contendientes principales, como James G. Blaine y John Sherman podían ser nominados, los delegados comenzaron a buscar un nuevo candidato. Finalmente James A. Garfield y fue nominado en la 36.º votación. Grant estaba enojado con Washburne, creyendo que él no había apoyado enérgicamente su candidatura, como Washburne se había comprometido a hacer. Así finalizó la amistad entre ambos.

### Últimos años y fallecimiento
En 1882, publicó la biografía del exgobernador de Illinois Edward Coles, un virginiano antiesclavista que había emancipado a sus esclavos. Washburne más tarde se mudó a Chicago, y se desempeñó como presidente de la sociedad histórica de la ciudad desde 1884 hasta 1887. En 1887, publicó una memoria de su época como diplomático, Recollections of a Minister to France.
Falleció en la casa de su hijo Hempstead Washburne en Chicago el 23 de octubre de 1887, luego de un período de dos semanas de mala salud y una afección cardíaca. Su esposa había fallecido solo unos meses antes. Fue enterrado en el cementerio de Greenwood en Galena.